# Furore cieco
Furore cieco è un film del 2000 diretto da Éric Rochant.

## Trama
Dopo che un affare di droga è andato storto, Bédé si nasconde in campagna in una scuola. La sua posizione viene scoperta e quindi cerca di salvarsi.